# Bubba Smith
Charles Aaron “Bubba” Smith (28. února 1945 Orange, Texas – 3. srpna 2011 Los Angeles, Kalifornie) byl americký herec a sportovec. V šedesátých a sedmesátých letech minulého století byl profesionálním hráčem amerického fotbalu, hercem se stal v závěru sedmdesátých let. Během své hráčské kariéry uplatňoval zejména své skvělé fyzické parametry – 201 cm a 120 kg. Byl zároveň také jediným hráčem Michigan State, který byl draftován jako číslo 1.
Jeho pravděpodobně nejznámější filmovou rolí je Moses Hightower ze série Policejní akademie.